# Kerstin Wohlbold
Kerstin Wohlbord (født 11. januar 1984 i Friedrichshafen) er en tysk håndboldspiller som spiller for Thüringer HC og det tyske landshold. Hun startede på det tyske landshold i 2011.

## Internationale resultater
- Bundesliga:
  - Vinder: 2007, 2008, 2011
- German Cup:
  - Vinder: 2011